# Gare de Cheonan
La gare de Cheonan est une gare ferroviaire de la ligne Gyeongbu et de la ligne Janghang. Elle est située au 239 Daeheung-ro, dans le quartier Daeheung-dong de la ville Cheonan-si, dans la province Gyeonggi-do, au sud-ouest de la ville de Séoul en Corée du Sud.
Ouverte en 1905, elle est desservie par les trains voyageurs qui circulent sur la ligne Gyeongbu, la ligne Jeolla, la ligne Honam, la ligne Janghang, le Mugunghwa et le Saemaeul. Depuis 2005 elle est en correspondance directe avec la ligne 1 du métro de Séoul qui utilise les quais 5 et 8, desservis par les rames de services omnibus et express.

## Situation ferroviaire
La gare de Cheonan est située sur la ligne Gyeongbu, entre la gare de Seonghwan, en direction de la gare de Séoul, et la gare de Sojeong-ri, en direction du terminus de la gare de Busan. Elle est également l'origine au pk 0,00 de la ligne Janghang, avant la gare Bongmyeong en direction du terminus de la gare d'Iksan.

## Histoire

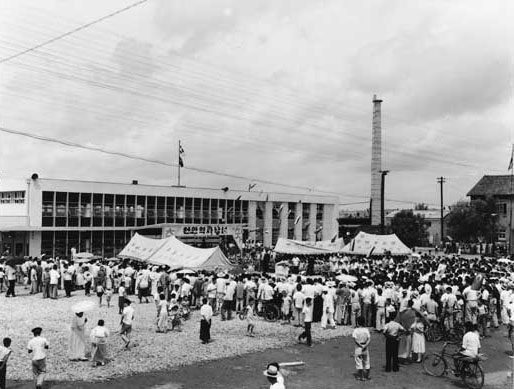
La gare en 1959.

La gare d'origine est mise en service le 1er janvier 1905 sur la ligne Gyeongbu,,. Les installations sont détruites le 30 juin 1950 lors de la guerre de Corée.
Un nouveau bâtiment est ouvert au service le 28 décembre 1958. Elle devient une gare de niveau 4 en 1967 et elle est désignée comme gare de manutention d'anthracite en 1971. Les installations sont rénovées et agrandies en 1986.
Elle devient une gare de correspondance avec la station Cheonan de la ligne 1 du métro de Séoul le 20 janvier 2005. Le service de traitement des colis est suspendu le 1er mai 2006 et celui de la manutention des marchandises le 1er novembre 2007.

## Service des voyageurs

### Accueil
La gare est établie au 239 Daeheung-ro, dans le quartier Daeheung-dong. Elle partage le bâtiment avec la station du métro, accessible par deux bouches situées de part et d'autre des voies. La gare utilise les quais 1, 2, 3, 4, 6 et 7.

Installations
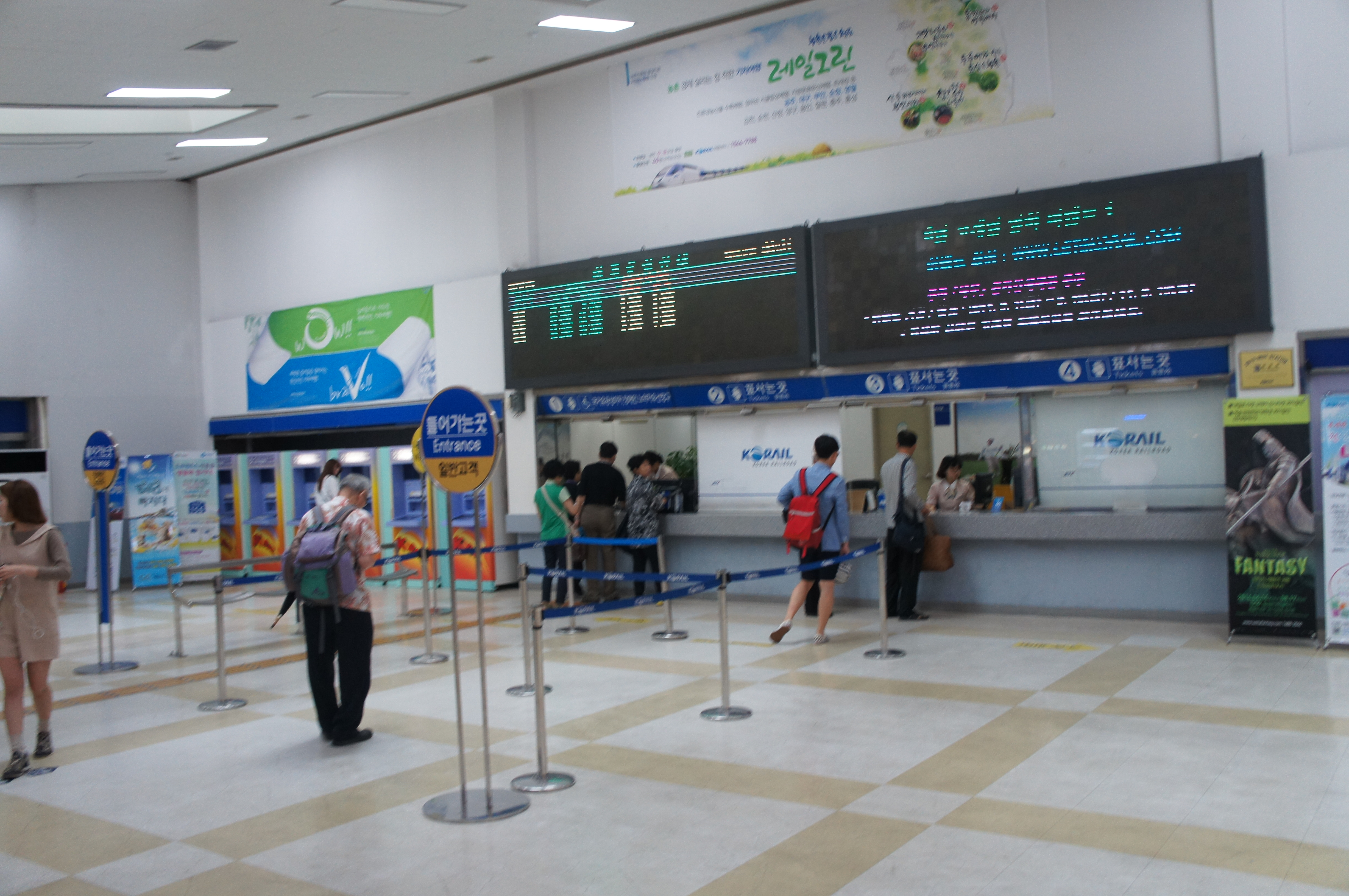
En 2014.
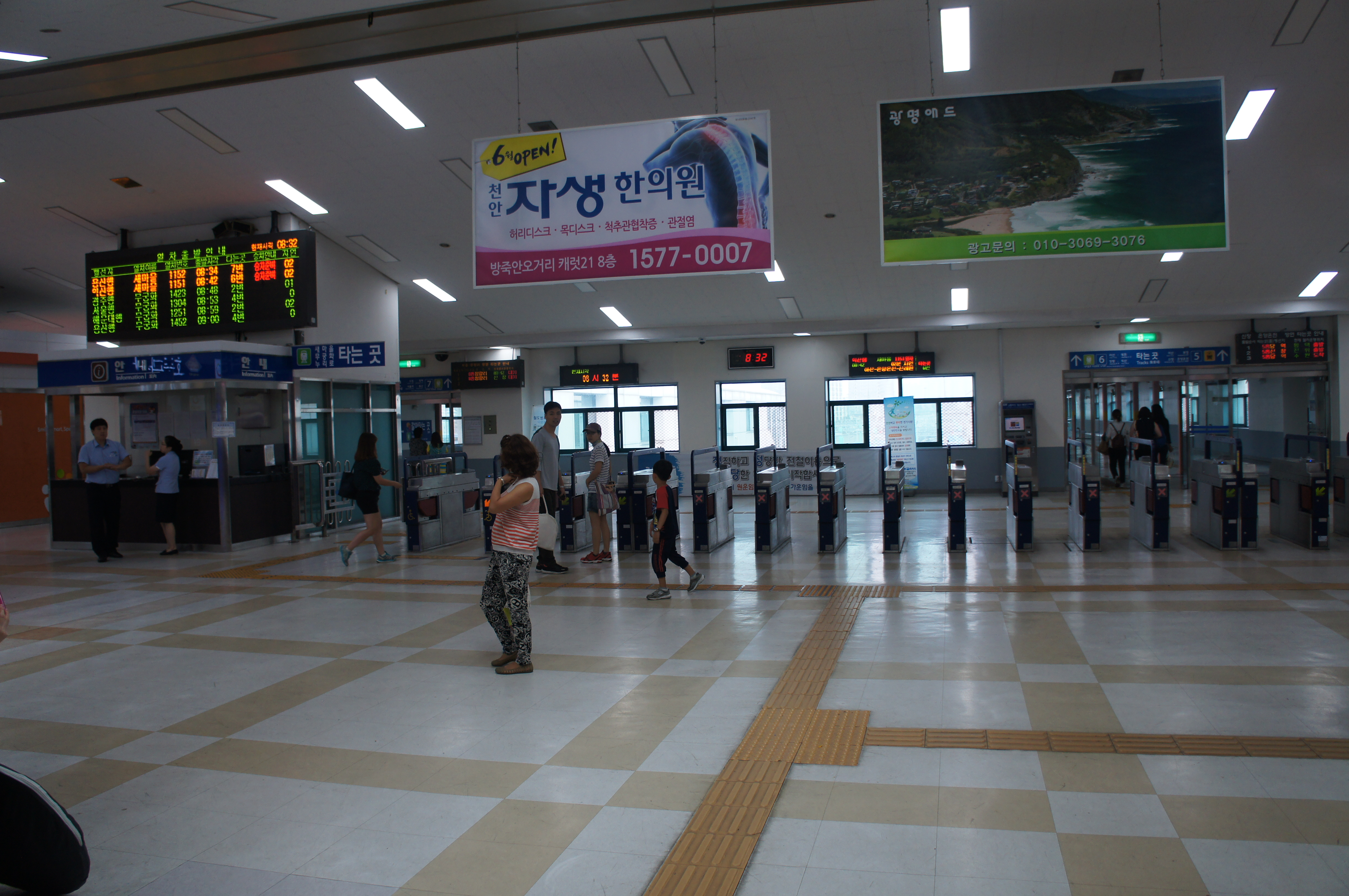
En 2014.

### Desserte
La gare de Cheonan est desservie par des trains de voyageurs Korail, notamment de type ITX-Saemaeul (en) et Mugunghwa-ho.

Installations anciennes
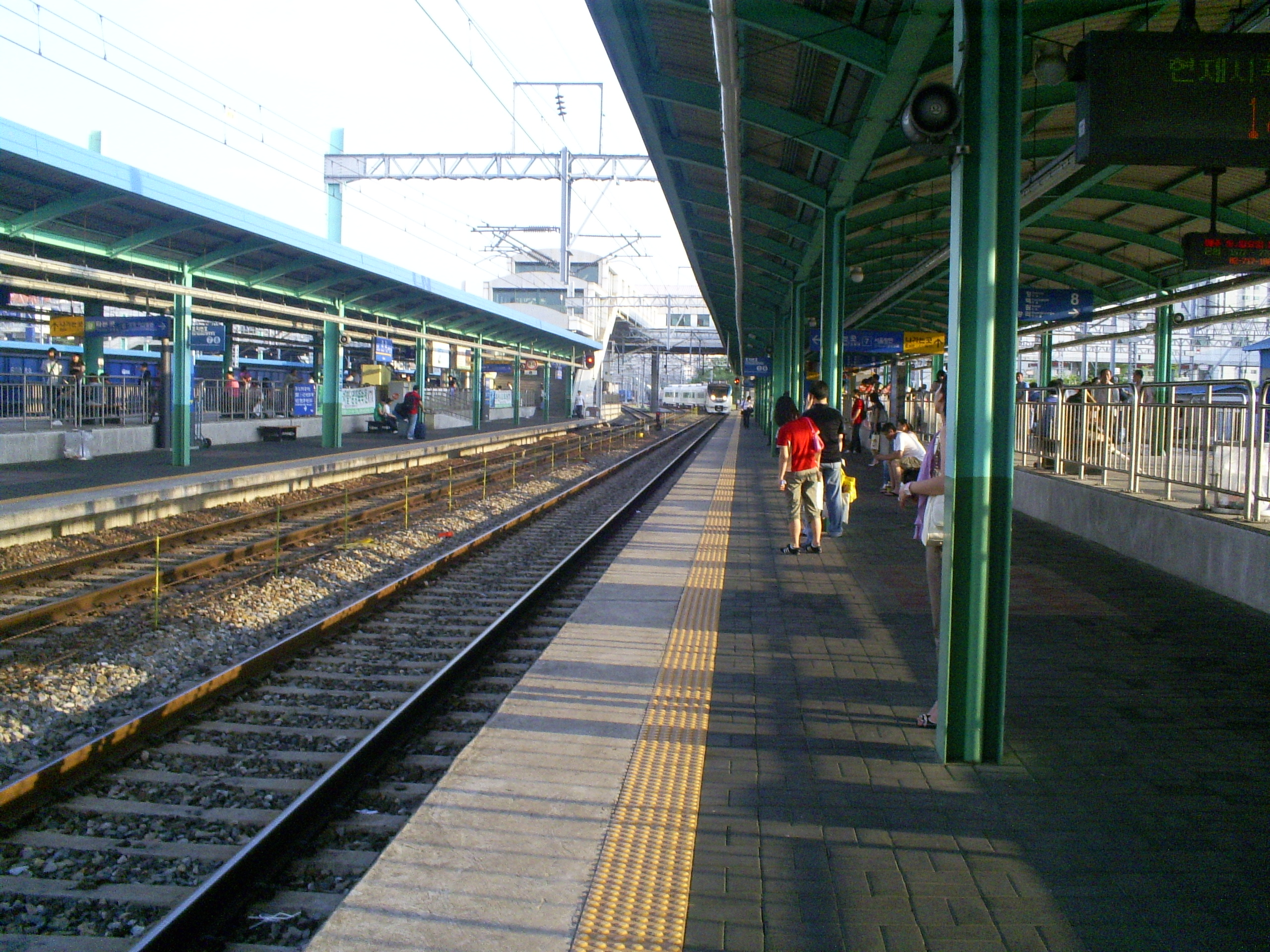
En 2009.
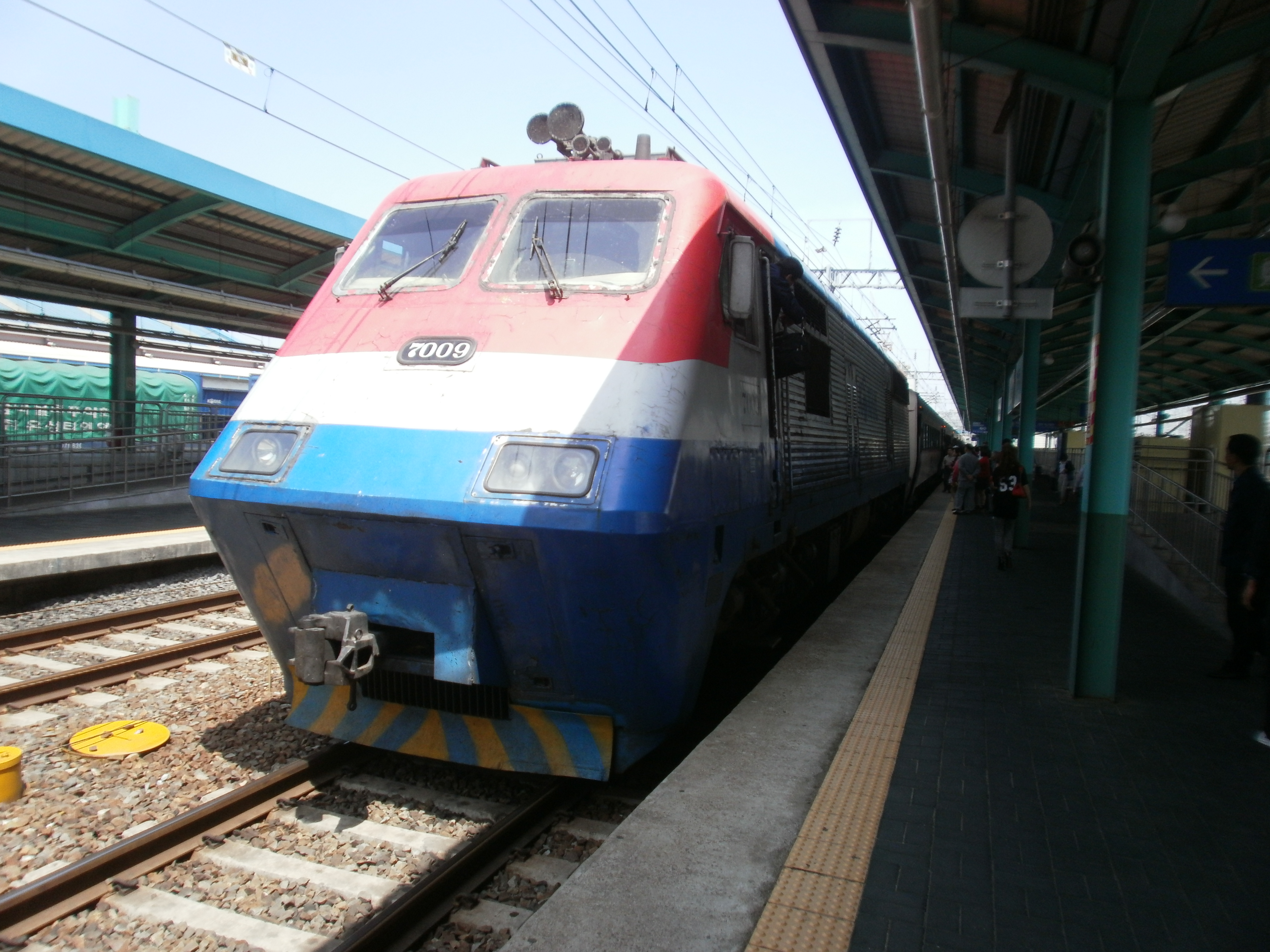
En 2011.
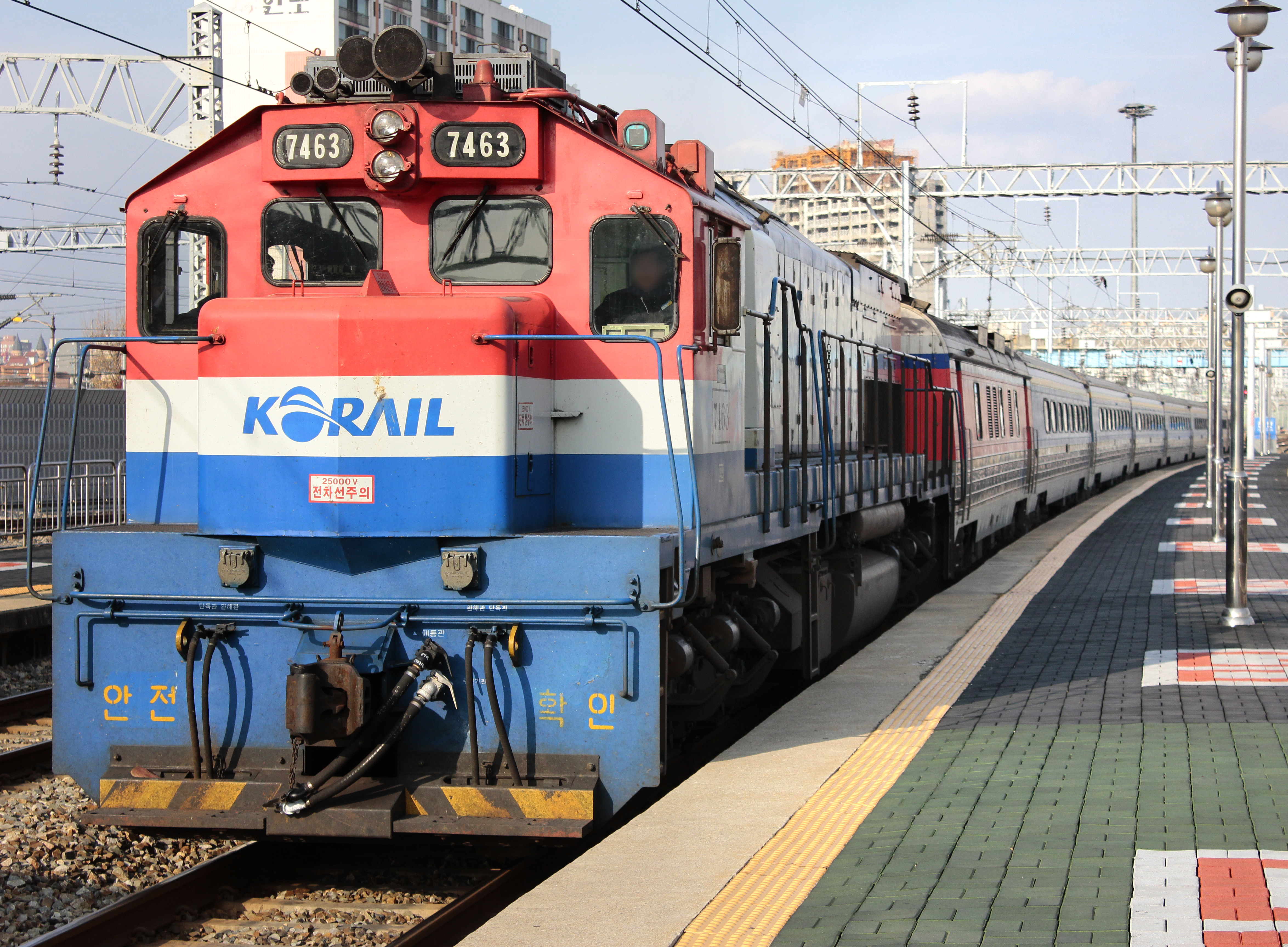
En 2014.

### Intermodalité
La gare est en correspondance : avec la station Cheonan de la ligne 1 du métro de Séoul : les quais 5 et 8. Des arrêts de bus sont situés à proximité.